# Platygaster entwistlei
Platygaster entwistlei är en stekelart som beskrevs av Peter Neerup Buhl 1997. Platygaster entwistlei ingår i släktet Platygaster och familjen gallmyggesteklar. Inga underarter finns listade i Catalogue of Life.